# ایگور استاپکویچ
ایگور استاپکویچ (بلاروسی: Ігар Вячаслававіч Астапковіч؛ زادهٔ ۴ january ۱۹۶۳ (۶۲ سال)) ورزشکار دو و میدانی اهل اتحاد جماهیر شوروی سوسیالیستی است.